# 懷特縣 (印地安納州)
懷特县（英語：White County）是位於美國印第安納州西北部的一個縣。面積1,318平方公里。根據美國2000年人口普查，共有人口25,267人。縣治蒙蒂塞洛（Monticello）。
成立於1834年2月1日，并於4月1日生效。縣名紀念民兵上校伊薩克·懷特。